# Міністерство закордонних справ Словенії
Міністерство закордонних справ Республіки Словенія (словен. Ministrstvo za zunanje zadeve Republike Slovenije; MZZ RS) — головне міністерство зовнішньої політики та зовнішніх зв'язків Словенії, розташоване в столичному місті Любляна.
З 2000 року міністерство розташоване у м. Любляна, в комплексі «Младика».
Міністерство управляє 57 дипломатичними представництвами по всьому світу, включаючи посольства, консульства та постійні представництва. Міністерство займається відносинами Словенії в рамках ООН, Європейського Союзу, НАТО, ОЕСР та ОБСЄ, членом якої є Словенія.
Чинний міністр закордонних справ Таня Файон перебуває на посаді з 1 червня 2022 року.

## Міністри
| Міністр         | Початок терміну    | Кінець терміну       |
| --------------- | ------------------ | -------------------- |
| Димитрій Рупель | травень 1990 р.    | січень 1993 р.       |
| Лойзе Петерле   | 25 січня 1993 р.   | 31 жовтня 1994 р.    |
| Зоран Талер     | 26 січня 1995 р.   | 16 травня 1996 р.    |
| Даворін Крачун  | 19 липня 1996 р    | січень 1997 р        |
| Зоран Талер     | 27 лютого 1997 р.  | 25 вересня 1997 р.   |
| Борис Фрлець    | січень 1998 р.     | 21 січня 2000 р.     |
| Димитрій Рупель | 2 лютого 2000 р.   | травень 2000 р.      |
| Лойзе Петерле   | 7 червня 2000 р.   | 30 листопада 2000 р. |
| Димитрій Рупель | грудень 2000 р.    | липень 2004 р.       |
| Іво Вайгл       | 6 липня 2004 р.    | 3 листопада 2004 р.  |
| Димитрій Рупель | 3 грудня 2004 р.   | жовтень 2008 р.      |
| Самуель Жбогар  | листопад 2008 р.   | лютий 2012 р.        |
| Карл Ер'явець   | 10 лютого 2012 р.  | 13 вересня 2018 р.   |
| Міро Церар      | 13 вересня 2018 р. | 13 березня 2020 р.   |
| Анже Логар      | 13 березня 2020 р. | 1 червня 2022 р.     |
| Таня Файон      | 1 червня 2022 р.   |                      |

## Організація
Міністерство поділено на сектори:
- Кабінет Міністрів,
- Дирекція з європейських питань та політичних двосторонніх питань,
- Дирекція з питань глобальних питань та політичної багатосторонності,
- Дирекція економічної дипломатії,
- Дирекція з питань міжнародного співробітництва в галузі розвитку та гуманітарної допомоги,
- Дирекція міжнародного права та захисту громадян,
- Секретаріат[3].